# 芸術劇場
『芸術劇場』（げいじゅつげきじょう）は、日本放送協会（NHK）で放送されていた、演劇・舞台芸術の番組である。
地上アナログ放送においては、レターボックス形式で放送されていた。

## 概要
NHK教育テレビが開局した翌日の1959年1月11日から放送が開始された。この番組は、日本及び外国の有名な劇作品をなるべく忠実に紹介しようという目的で始められた。1972年4月の番組改定で教育テレビから総合テレビに移動して1975年3月16日まで放送された後、『NHK劇場』に改題、NHK教育テレビで1975年4月13日から1982年4月4日まで7年間放送。1982年4月11日から『芸術劇場』に再改題して、2011年3月まで放送された長寿番組であった。 
同番組は日本を代表する演劇、古典芸能、クラシックなどの音楽などにスポットを当て、その模様を劇場でのライブ収録で紹介していくというものである。また前半にはこれらに関する最新の公演情報なども伝えられる。
最初の10分は「情報コーナー」で、その後に本編が入る。クラシックの週では2本入ることもある。なお、デジタル放送のEPGとGガイドではそれぞれ別番組扱いとなっている。
番組開始以来、長年毎週日曜日夜の放送であったが、2007年4月から金曜日22:30開始に変更され、2010年度からは更に30分ずらして末期の時間帯となった上、この番組が教育テレビにおける金曜日付の最終番組となっていた。
NHKの「テレビの完全デジタル化に伴う、編成の抜本的見直し」に伴って、2011年3月をもって終了。29年の放送に幕を閉じることになった。同時期にNHKデジタル衛星ハイビジョンで放送された同趣旨の「ハイビジョンウィークエンドシアター」も終了し、BSプレミアムに移行してからは「プレミアムシアター」/「プレミアムステージ（原則月1回）」に統合された。

## 基本的な放送パターン
- 第1週・第3週 : 音楽
- 第2週 : 演劇
- 第4週 : 古典芸能

## 歴代司会者
- 毬谷友子（1996年度案内役）
- 細川俊之（1997年度案内役、顔出しなし）
- 斎藤季夫（1998年度案内役、顔出しなし）
- 濱中博久（1999年度、2000年度案内役）
- 杉浦圭子（演劇担当）
- 渡辺英紀（演劇担当）
- 佐藤藍子（演劇担当）
- 古谷敏郎（古典芸能担当）
- 森田美由紀（2004年度 - 2006年度 / 音楽担当、その後、演劇・古典も）
- 中條誠子（2007年度・2008年度 / 1週 - 3週：音楽・演劇担当）
- 中川緑（同上 / 5週：古典担当）
- 高橋美鈴（2009年4月 - 2009年秋頃 / 5週：古典担当）
2009年秋頃に出産し育児休暇に入ったため、橋本起用まで年度の残りは過去に担当していた中川、黒崎めぐみが交互に担当した。
- 礒野佑子（2009年度・2010年度 / 1週 - 3週：音楽・演劇担当）
- 橋本奈穂子（2010年度 / 5週：古典芸能担当）

## 主要放送作品
スタジオ演劇
- 「獏 カフカ断食芸人 より五場」（1996年3月31日）
- 「恋愛小説のように」（1997年4月20日）（1997年11月12日、BS-hi）
- 「秋の螢」（秋の蛍）（1998年5月10日）（1998年5月3日、BS-hi）
- 「金翅雀の群れリストラが人の心をむしばんでいく」（1999年5月16日）
- 「明日は風のない日」（2000年8月20日）
- 「安全牌」（2001年8月12日）（2001年7月8日、BS-hi）
- 「蕎麦屋の噺」（2003年7月13日）
- 「屋根裏」（2003年10月12日）
- 「春のほたる」（2004年10月10日）
- 「そのまま!」（2005年5月8日）
- 「冬の入口」（2007年12月28日）

## 関連番組
原則として毎月第4週の放送は、芸術劇場と同じ時間帯で『劇場への招待』と題した舞台芸術の番組が放送されていた。同番組では連続テレビ小説から舞台化された『さくら』、『わかば』も放映された。
この番組についても、前述の「テレビの完全デジタル化に伴う、編成の抜本的見直し」に伴って、2010年度いっぱいで終了した。これに伴い2011年度以降Eテレ2355の金曜日放送が行えるようになった。